# کروناویروس انسانی اچ‌کی‌یو۱
کروناویروس انسانی اچ‌کی‌یو۱ (نام علمی: Human coronavirus HKU1) نام یک گونه از سرده بتاکروناویروس است.